# 横山秀夫サスペンス
横山秀夫サスペンス（よこやまひでおサスペンス）は、日本の推理作家・横山秀夫の著作が映像化された時に度々冠される名称。

## TBS
月曜21時からの2時間枠にて以下の作品が放送されている。
- 横山秀夫サスペンス シリーズ（2000年 - 2004年、全7作、主演・上川隆也）
- 横山秀夫サスペンス シリーズ（2002年 - 2005年、全6作、主演・渡辺謙）
- 横山秀夫サスペンス「真相」（2005年5月2日、主演・小林稔侍）
- 横山秀夫サスペンス「ネタ元」（2005年9月5日、主演・沢口靖子）
- 横山秀夫サスペンス 三ツ鐘署シリーズ「深追い」（2005年11月7日、主演・椎名桔平）
- 横山秀夫サスペンス シリーズ（2016年4月18日、4月25日、主演・仲村トオル[1]）

## WOWOW
ドラマWで2010年と2011年にそれぞれ4作品ずつ放送された。

### 2010年
「18番ホール」
- 樫村浩介（高畑村の村長選の立候補者） - 仲村トオル
- 樫村由紀子（樫村の妻） - 西田尚美
- 鎌倉敦男（樫村の選挙参謀） - 田口浩正
- 押田健太郎（樫村の選挙参謀） - 池田成志
- 奥山道也（樫村の同級生） - 相島一之
- 津川良治（樫村の選挙参謀） - 遠藤憲一
- 常代（双子峠近くに住む老婆） - 草村礼子

「誤報」
- 高梨透（県民新報整理部の記者） - 岸谷五朗
- 占部徹也（県民新報社会部の記者） - 小澤征悦
- 手塚理絵（県民新報整理部の記者） - 尾野真千子
- 湯沢剛（県民新報社会部の記者） - 柏原収史
- 相馬春生（県民新報の部長） - 益岡徹
- 高梨咲子（高梨の妻） - 片岡礼子
- 蒲池俊哉（県民新報のデスク） - 渡辺いっけい
- 吉田琢己（ギャラリーの経営者） - 田中要次
- 須貝清志（写真家） - 津田寛治
- 串木啓一（県民新報整理部の記者） - 小市慢太郎
- 荒川幸樹（県民新報社会部） - 木下ほうか
- 久保木亮（県民新報社会部の記者） - 長谷川朝晴
- 石野正晴 - 東根作寿英
- 斉藤弘志 - 芹沢礼多
- 金井真智子 - 福井未菜
- 由香 - 永池南津子
- 高梨真央 - 岩本千波
- 渡辺誠二郎 - 二宮聡
- 黒田 - 河井誠
- 通信社アナウンス - 安田敬一郎(WOWOWアナウンサー)
- 立花隆三 - 河西健司
- 編集部記者 - 秋吉京、朝見朱伽、安達功一、新井浩美、石田晃一、石山和史、大谷賢治郎、神崎裕一郎、片山優二、木村なおみ、黒澤哲二、齋藤克博、佐々木康吉、鈴木英治、多賀基史、立花伸一、谷更紗、友山裕之助、西本浩明、野田サツミ、野中富徳、野村瑠璃、山口勝弘、吉永研太郞、吉弘泉
- 山西雅之 - 北見敏之

「自伝」
- 只野正幸（「TINライターズ企画」のライター） - 玉山鉄二
- 野口奈緒美（「TINライターズ企画」のライター） - 紺野まひる
- 磯部賢一（「TINライターズ企画」のライター） - 和田聰宏
- 村岡一郎（兵頭の秘書） - 田中哲司
- 小山春代（只野の伯母） - 原日出子
- 兵藤興三郎（大手家電量販店兵頭電機の会長） - 長塚京三
- 湯沢剛 - 柏原収史
- 松永 - 佐藤二朗
- 只野律子 - 高橋ひとみ
- レポーター - 松永京子
- 只野の父 - 伊藤洋三郎
- 只野正幸(5歳) - 中村柊芽
- 和泉隆夫 - 伊藤幸純
- 兵藤電気店長 - 中根徹
- 家政婦 - 桜木ひろ子

「他人の家」
- 貝原英治（元服役囚） - 渡部篤郎
- 貝原映子（貝原の妻） - 戸田菜穂
- 広神正雄（貝原の高校時代の同級生） - 高杉亘
- 村井健二（貝原の職場の同僚） - 黄川田将也
- 秋田公男（貝原夫妻の高校時代の恩師） - 小野武彦
- 佐藤久（貝原夫妻に養子縁組を持ちかける） - 伊東四朗
- 坂本（貝原夫妻の借家の大家） - 松澤一之

| 話数 | 放送日        | サブタイトル | 脚本              | 監督     | 所収                              |
| ---- | ------------- | ------------ | ----------------- | -------- | --------------------------------- |
| 1    | 2010年3月14日 | 18番ホール   | 福田卓郎 久松真一 | 鈴木浩介 | 「18番ホール」（双葉社 『真相』） |
| 2    | 2010年3月21日 | 誤報         | 久松真一          | 鈴木浩介 | 「静かな家」（新潮社 『看守眼』） |
| 3    | 2010年3月28日 | 自伝         | 横幕智裕 水谷俊之 | 水谷俊之 | 「自伝」（新潮社 『看守眼』）     |
| 4    | 2010年4月04日 | 他人の家     | 後藤法子          | 榎戸耕史 | 「他人の家」（双葉社 『真相』）   |

### 2011年
「深追い」
- 秋葉健治（三ツ鐘署交通課事故捜査係主任） - 谷原章介
- 高田明子（高田の妻） - 鶴田真由
- 小磯裕美（三ツ鐘署交通課事故捜査係） - 佐藤めぐみ
- 山根春男（三ツ鐘署署長） - 伊武雅刀
- 富岡敦志（三ツ鐘署交通課事故捜査係） - 忍成修吾
- 吉岡（三ツ鐘署課長） - 橋本じゅん
- さと美（スナックのママ） - 真野裕子
- 片桐良一 - 鶴見辰吾
- 高田正勝（交通事故で死亡） - 佐藤二朗

「引き継ぎ」
- 尾花久雄（三ツ鐘署刑事課盗犯一係主任） - 北村一輝
- 岩田政雄（伝説の窃盗犯） - 大杉漣
- 有坂裕司（三ツ鐘署刑事課盗犯二係主任） - 津田寛治
- 荻野豊（尾花の相棒） - 岡田義徳
- 野々村一樹（3ヶ月前に出所） - 片桐仁
- 矢部俊夫（情報屋） - 池田鉄洋
- 財津（県警本部捜査一課手口係） - 本田博太郎
- 尾花敬三（尾花の父） - 小野寺昭

「締め出し」
- 三田村厚志（三ツ鐘署生活安全課少年係） - 小出恵介
- 斎木稔（クラブの店長） - 金子ノブアキ
- 芳賀恒子（三ツ鐘署交通課） - 市川実和子
- 深沢美香（三田村の元恋人） - 上原美佐
- 川島（本部捜査一課課長） - 矢島健一
- 泉宗太郎（強行班班長） - 今井雅之
- 石井（駐在所の巡査） - 浅野和之
- 唐沢大介 - 織本順吉

「仕返し」
- 的場彰一（三ツ鐘署次長） - 三浦友和
- 的場千里（的場の妻） - 若村麻由美
- 浜名茂（三ツ鐘署警備課長） - 古田新太
- 秋月遥（TVディレクター） - 白石美帆
- 黛（三ツ鐘署刑事課） - 戸次重幸
- 黒木（三ツ鐘署生活安全課） - 中村靖日
- 新見（本部の広報課長） - 小木茂光
- 半沢克久（ホームレス） - 山本浩司
- 的場慶太（的場の息子） - 私市夢太
- 浜名武司（浜名の息子） - 渡辺崇人
- 安達洋子 - 菜葉菜
- 屋台のおやじ - 宮崎敦吉

| 話数 | 放送日        | サブタイトル | 脚本     | 監督   | 原作                            |
| ---- | ------------- | ------------ | -------- | ------ | ------------------------------- |
| 1    | 2011年3月20日 | 深追い       | 前川洋一 | 下山天 | 新潮社 『深追い』所収の同名短編 |
| 2    | 2011年3月27日 | 引き継ぎ     | 前川洋一 | 下山天 | 新潮社 『深追い』所収の同名短編 |
| 3    | 2011年4月03日 | 締め出し     | 前川洋一 | 下山天 | 新潮社 『深追い』所収の同名短編 |
| 4    | 2011年4月10日 | 仕返し       | 前川洋一 | 下山天 | 新潮社 『深追い』所収の同名短編 |

## テレビ東京
2020年から2023年に掛けて「月曜プレミア8」で放送された。
- 横山秀夫サスペンス「沈黙のアリバイ」（2020年10月26日、主演・仲村トオル）[2]
- 横山秀夫サスペンス「モノクロームの反転」（2020年11月9日、主演・岸谷五朗）[2]
- 横山秀夫サスペンス「第三の時効」（2021年11月29日、主演・松重豊）[3][4]
- 横山秀夫サスペンス「ペルソナの微笑」（2023年1月23日、主演・風間俊介）